# Марио Корсо
Марио Корсо (на италиански: Mario Corso) роден на 25 август 1941 г. във Верона е бивш италиански футболист и треньор. Работи като скаут за отбора на ФК Интер.

## Кариера
Корсо започва своята кариера в отбора на Аудаче Сан Микеле, но скоро е забелязан от ФК Интер, където отива да играе през 1958 г. С черно-синята фланелка дебютирва на 17-годишна възраст в мач от Копа Италия (Комо - Интер 0:3), а впоследствие се превръща в основна фигура на „Великият Интер“. Полузащитникът, известен със своите пряксвободни удари стил „foglia morta“, изиграва общо 509 мача в които вкарва 94 гола и печели шампионата в Италия четири пъти, на два пъти става ервопейски и световен клубен шампион. Една от живите легенди на ФК Интер.
Марио Корсо изиграва последния си мач за Интер на 17 юни 1973 (Интер - Ювентус 1:1), след което се състезава за отбора на ФК Дженоа. Там, през 1975 г. Корсо приключва своята футболна кариера.

## Отличия
- Шампион на Италия: 4

Интер: 1962/63, 1964/65, 1965/66, 1970/71
- Купа на европейските шампиони: 2

Интер: 1963/64, 1964/65
- Междуконтинентална купа: 2

Интер: 1964, 1965
| Капитани на ФК Интер | Капитани на ФК Интер  | Капитани на ФК Интер |
| -------------------- | --------------------- | -------------------- |
| Предшественик        | Период                | Наследник            |
| Армандо Пики         | Марио Корсо 1967-1970 | Сандро Мацола        |